# Театр невідомого актора
«Театр невідомого актора» — радянський художній фільм 1976 року, знятий на Кіностудії ім. О. Довженка.

## Сюжет
За мотивами однойменної повісті Юрія Смолича, присвяченого пам'яті невідомих героїв — рядових численної армії театральних акторів, які в тяжкі роки громадянської війни своїм мистецтвом допомагали перемозі революції.

## У ролях
- Віталій Шаповалов — Князьковський
- Євген Лебедєв — Богодух-Мирський, трагік
- Михайло Козаков — Генріх Генріхович
- Емілія Мільтон — Федорова
- Олена Камбурова — суфлер
- Яніс Якобсонс — Митя
- Олеся Досенко — Нюся
- Микола Мерзликін — Єрмолаєв
- Михайло Голубович — Довгорук III
- Сергій Шеметило — епізод
- Лев Перфілов — антрепренер
- Володимир Волков — петлюрівець
- Дмитро Миргородський — денікінець
- Степан Жаворонок — епізод
- Юрій Марущенко — епізод
- Борис Александров — епізод
- Олександр Назаров — епізод
- Олександр Циганков — епізод
- Федір Іщенко — епізод
- Олександр Кириллов — епізод
- Людмила Сосюра — епізод

## Знімальна група
- Режисер-постановник — Микола Рашеєв
- Сценаристи — Юрій Смолич, Микола Рашеєв
- Оператор-постановник — Олександр Ітигілов
- Художник-постановник — Юрій Муллер
- Звукооператор: Галина Калашникова
- Композитор — Володимир Дашкевич
- Автори текстів пісень: Юлій Кім (в титрах — Ю. Михайлов), Давид Самойлов
- Вокал: Олена Камбурова
- Режисер: Юрій Ляшенко
- Оператори: Аркадій Першин (2-й оператор), Микола Шабаєв (комбін. зйомки)
- Асистент оператора: Володимир Довгальов
- Художники: декоратор — Микола Терещенко; по костюмах — І. Вакуленко; по гриму — Галина Тишлек
- Редактори: Т. Колісниченко, Надія Орлова
- Режисер монтажу: Марфа Пономаренко
- Духовий оркестр під керуванням Ігоря Ключарьова
- Директор картини: Сергій Циганков